# Ime
Imé je besedna označba za stvar, kraj, izdelek (kot v imenu zaščitne znamke) ali celo za zamisel, oziroma pojem, ki ga običajno uporabljamo za razlikovanje ali določevanje. Imena lahko označujejo razred ali kategorijo stvari ali ene stvari, samostojno ali znotraj dane miselne zveze (koncepta). Ime za določenega posameznega človeka ali več osebnosti je lastno ime. Lastno ime človeka je osebno ime ali antroponim. Druge samostalnike včasih ohlapno imenujemo imena, starejše ime, sedaj opuščeno zanje je splošno ime.
Znanstvena veda, ki se ukvarja z imeni je imenoslovje, oziroma onomastika. Lastna imena kraja ali drugih zemljepisnih delov zemeljskega površja so toponimi, krajevna imena, oziroma zemljepisna imena. Z njimi se ukvarja toponomastika.